# Non mi uccidere
Non mi uccidere è un romanzo dell'autrice italiana Chiara Palazzolo, pubblicato nel 2005 da Piemme Edizioni. Si tratta del primo volume di una trilogia gothic dark di Mirta/Luna che racconta di una nuova tradizione dell'orrore.

## Trama
Il romanzo si apre con la drammatica scena di un funerale: due giovani innamorati, Mirta e Roberto, trovati morti a seguito di un'overdose, sepolti dalle loro rispettive famiglie.
Nel primo capitolo, però, Mirta si sveglia da un sonno profondo: scansa la pesante coperta che la soffoca, per ritrovarsi sotto un cielo stellato, in un cimitero ai piedi del monte Subasio, in Umbria. Capisce, così, di essere tornata dal regno dei morti e, dopo un momento di panico, si ricorda dell'amato, che ancora giace sotto terra.
Si fa giorno ma Robin ormai non più Roberto ancora non preso a calci quella bara e quel monte di terra, come aveva fatto lei; Mirta scopre di avere delle nuove capacità: ora può volare, perché il suo corpo è leggero come l'aria, eppure forte come non era mai stato. Scopre anche una spiacevole ed inquietante realtà: per poter sopravvivere, sarà costretta a divorare esseri umani vivi, nutrirsi della loro vita per poter mantenere la propria. Piano piano, Mirta scompare, lasciando il posto ad un pericoloso e violento alter ego: Luna.
L'intero romanzo, così come l'intera saga, si sviluppa secondo i pensieri della protagonista, che racconta le sue esperienze in prima persona; il suo costante tornare al cimitero alla ricerca del fidanzato, Robin; il girovagare per la città, attenta a non farsi riconoscere; le interminabili fughe da quelle strane berline nere che sembrano inseguirla; la sua caccia, con la quale trova di che nutrirsi; ed il flash, il momento del ritorno, in cui il suo sangue torna a circolare ed i suoi polmoni a riempirsi d'aria... anche se per pochi istanti.
Infine, esausta, viene soccorsa da una ragazza misteriosa, Sara. Una come lei. Una sopramorta.